# قرارداد بیع متقابل
قرارداد بیع متقابل در ساده‌ترین حالت خود یک قرارداد دوجانبه‌است. حقوق و تعهدات مربوط به فروش تجهیزات- تکنولوژی در قرارداد اولیه و تعهدات مربوط به فروش محصول به دست آمده ناشی از بکارگیری تجهیزات مذکور، در قرارداد بیع متقابل درج می‌گردد و طرفین معامله به ترتیب نقش فروشنده و خریدار را بر عهده دارند.
محدودیت‌های مورد اشاره در قانون اساسی، قانون بودجه و الزامات مجلس برای سرمایه‌گذاری خارجی در کشور، در بخش نفت و گاز سبب گردیده است تا راه‌های جذب منابع مالی و انتقال تکنولوژی به شیوه‌های خاص از قراردادهای توسعه نفت محدود گردد. یکی از شاخص‌ترین گونه‌های قابل قبول مراجع قانونگذار کشور، قراردادهای خرید خدمات پیمانکاری توأم با تامین منابع مالی، موسوم به « بیع‌متقابل» می‌باشد. 
قراردادهای بیع‌متقابل جزو قراردادهای خرید خدمت محسوب می‌گردد. در این نوع قرارداد، شرکت سرمایه‌گذار خارجی کلیه وجوه سرمایه‌گذاری و همچنین نصب تجهیزات و راه‌اندازی و انتقال تکنولوژی را برعهده می‌گیرد و پس از راه‌اندازی، به کشور میزبان واگذار می‌کند. بازگشت سرمایه و همچنین سود سرمایه از طریق فروش محصولات بدست می‌آید. 
این نوع قرارداد در کشورهایی که قوانین آنها هرگونه مالکیت بخش‌خصوصی یا خارجی را در صنعت نفت منتفی می‌داند، مورد استفاده قرار می‌گیرد.
1. ↑  پایان نامه کارشناسی ارشد با عنوان قراردادهای بیع متقابل و تاثیر آن بر امنیت ملی ایران، نویسنده:احسان رفیعی، دانشگاه تهران
2. ↑  :: معرفی قراردادهای بیع‌متقابل ::. Irche.com